# Porphyrinia viridis
Porphyrinia viridis är en fjärilsart som beskrevs av Otto Staudinger 1888. Porphyrinia viridis ingår i släktet Porphyrinia och familjen nattflyn. Inga underarter finns listade i Catalogue of Life.